# 여름색 기적
여름색 기적(일본어: 夏色キセキ)은 성우 유닛 스피어 4명이 주연으로 출연하는 오리지널 애니메이션으로 2012년 4월 5일부터 6월 29일까지 마이니치 방송에서 방영하였다.

## 개요
스피어 (성우 유닛)을 본따서 4명의 캐릭터를 만들어 스토리를 구성했으며 2011년 요요기 극장 스피어 라이브에서 처음 소개되었다.
2010년부터 제작에 착수 감수까지 약 3년이라는 시간이 걸렸다고 한다. 시즈오카현 시모다시라는 작은 해안가 도시를 무대로 설정해 시즈오카의 주요 관광지
(해양 수족관, 시모다 역 등) 이 자세히 묘사되었고 8화, 9화에서는 도쿄도 이즈 제도도 등장했다.
D이즈 급행 철도, 로손 등에서 제작협력이 들어왔고 광고 노출도 많다.

## 줄거리
시모다에 사는 중학생 아이자와 나츠미, 미즈코시 사키, 하나키 유카, 타마키 린코 4 명은 친구 사이. 초등학생 때부터 항상 4 명이 함께 다닌 단짝이다.
중학교 2학년 여름방학을 맞기 직전. 나츠미는 동아리에 얼굴을 내밀지 않는 사키에게 불만을 품고, 말다툼이 심해져 절교를 선언했다. 또한 갑자기 사키가 다음 달 전학하는 것을 알게 되고 사키와의 갈등은 골이 깊어진다.
그런 가운데, 유카와 린코는 두 사람을 화해 시키려고 몰래 아프다는 핑계로 2 명을 추억의 장소인 린코네 집 안 "돌 님"으로 불러 냈다. 하지만 사키와 나츠미는 사키의 유카 타박으로 인해 화해가 물건너 가는 듯 했으나 우연찮은 접점으로 하늘을 날고싶다는 소원을 빌게 되고 하늘을 진짜로 날게 되었다. 이 들은 이후 돌님의 도움으로 사키와의 마지막 추억이 늘어 가는데.....

## 등장인물
- 아이자와 나츠미 (성우: 코토부키 미나코)
- 미즈코시 사키 (성우: 타카가키 아야히)
- 하나키 유카 (성우: 토마츠 하루카)
- 타마키 린코 (성우: 토요사키 아키)